# Tania Tapia Díaz
Tania Tapia Díaz   (Girona, 1983) és una periodista catalana que des del 2019 està al Planta Baixa de TV3.
Va estudiar a l'IES Celrà, on el 2001 va obtenir el primer accèssit del concurs de Recerca juvenil del Consell del Gironès per estudiar la fàbrica Pagans. Llicenciada en Periodisme a la UAB i Publicitat a la UdG va fer un postgrau de ràdio a la Cadena Ser Girona, on va començar la seva trajectòria professional fent retransmissions esportives i informatius.
Va treballar a l'Agència Catalana de Notícies des del 2006, primerament des de Girona i després des de Madrid. Vinculada amb Fotògraf per la Pau, el maig del 2008 va viatjar a Libèria per identificar les necessitats locals durant l'època de pluges per ajudar-los. Va formar part de la junta del Col·legi de Periodistes de Girona des del 2014 fins al 2018. El 2019 va començar a treballar pel Planta Baixa de TV3.